# Darling Thieves
Darling Thieves, in precedenza I Hate Kate, è una band pop punk/alternative rock.

## Storia
La band fu fondata nel 2004 da Justin Mauriello, al tempo chitarrista e cantante degli Zebrahead.
Le prime canzoni, come Bed of Black Roses, Always Something e Out Of My Head furono rese disponibili per il download gratuito. In seguito, unendo anche alcuni di questi brani, nel 2006, è stato pubblicato il primo EP Act One.
Il 4 aprile 2007 la band pubblica il primo album in studio intitolato Embrace the Curse. A fine anno i membri della band rientrano in sala registrazione insieme al produttore Mark Trombino, che in precedenza aveva già lavorato insieme a Jimmy Eat World, Blink-182 e Sugarcult, con cui riarrangiano gli stessi brani dell'album e registrano nuove canzoni.
Nei primi mesi del 2010, insieme al produttore Lee Miles (Tickle Me Pink, The Red Jumpsuit Apparatus, Puddle of Mudd), la band registra il nuovo album Race to Red da cui il 12 gennaio viene estratto il singolo Free Without You.
Nel giugno successivo, la donna di nome Kate a cui faceva riferimento il nome della band minaccia azioni legali e i membri decidono di cambiare nome in Darling Thieves.
Nei vari tour si sono esibiti insieme a Social Distortion, Chevelle, Hot Hot Heat, The Bravery, The Living End, My Chemical Romance, Unwritten Law e Shiny Toy Guns.

## Formazione

### Formazione attuale
- Justin Mauriello - voce, chitarra
- Scott Hayden - basso
- Ed Davis - batteria (dal 2010)

### Ex componenti
- Mike Lund - batteria (2004-2007)
- AJ Condusta - batteria (2007-2010)
- Jeremy Berghorst - chitarra

## Discografia

### Album in studio
- 2007 - Embrace the Curse
- 2010 - Race to Red

### Ep
- 2006 - Act One
- 2012 - The Extended Play

### Singoli
- 2007 - Always Something
- 2008 - It's Always Better a.k.a Always Something"
- 2008 - Bed of Black Roses
- 2008 - I'm In Love with a Sociopath
- 2010 - Free Without You
- 2010 - Unspoken
- 2012 - Would You
- 2016 - Get It
- 2021 - A Place For Me (sotto il nome di "I Hate Kate")
- 2021 - Violently Alive (sotto il nome di "I Hate Kate")